# Grobowiec tracki w Aleksandrowie
Grobowiec tracki w Aleksandrowie – tracki grobowiec odkryty w 2000 roku we wsi Aleksandrowo, w Bułgarii.
Grobowiec znajduje się na liście informacyjnej UNESCO.

## Okoliczności odkrycia
Badania archeologiczne zespołu archeologów pod kierownictwem Georgi Kitowa we wsi Aleksandrowo były prowadzone w latach 2000-2003; miały one charakter ratunkowy, gdyż wcześniej grobowiec odkryli i otworzyli nielegalni poszukiwacze. 

## Opis grobowca

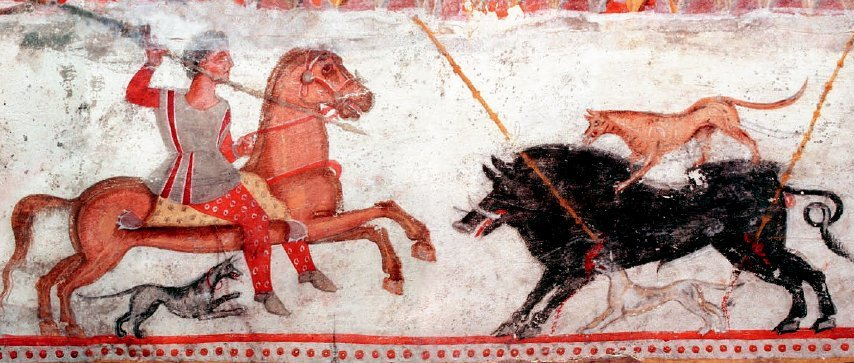
Scena polowania w głównej komorze

Grobowiec znajduje się wewnątrz kurhanu mającego 70 m średnicy oraz 15 m wysokości. Wejście wykonane z dużych kwadratowych, niespojonych kamieni zostało umieszczone po wschodniej stronie. Do grobowca prowadzi 15-metrowy korytarz (dromos). Dalej jest prostokątna komora o wymiarach 2 na 1,5 metra. Z niej wchodzi się do głównej okrągłej hali (zwężającej się na kształt dzwonu) mającej 3,30 m średnicy i 3,40 m wysokości. Znajduje się tu rytualne, wykonane z litych bloków kamiennych łóżko. Pomiędzy komorami umieszczono dwuskrzydłowe kamienne drzwi, które zamykały wejście do komory grobowej. Zostały one otwarte i zniszczone przez tzw. poszukiwaczy skarbów.
W okrągłej komorze grobowca zachowały się malowidła w formie kilku horyzontalnie ułożonych pasów o różnej szerokości. 
Dolny fryz (pierwszy poziom) zachował się w złym stanie. Znajdują się na nim wizerunki trzech siedzących postaci, którym usługują dwaj stojący służący. Na stole przed ucztującymi arystokratami stoją złote i srebrne naczynia. Sposób w jaki ucztują biesiadnicy jest typowy dla trackiego obyczaju. 

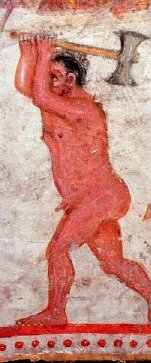
Nagi mężczyzna z toporem

Powyżej został namalowany monochromatyczny czerwony pas, w którym znajduje się wyryta twarz i napis – „KOZIMACHC XRHCTOC” ("Kodzimazes Mistrz"). Georgi Kitow uważał, że jest to obraz i imię artysty. Alternatywne hipotezy interpretują ten napis jako dedykację dla niedawno zmarłego krewnego lub przyjaciela, którą dopisał nieznany gość grobowca. 
Trzeci pas to ozdobne dekoracje. 
Najbardziej interesujący jest kolejny, który ukazuje życie władcy w kilku scenach łowieckich. Trzeba pamiętać, że polowanie było głównym tematem trackich dzieł sztuki. Przedstawione sceny mają symbolizować wieczne polowanie i wieczną ucztę po śmierci. Przedstawione są na nim cztery grupy figuralne. Dziki i jelenie są atakowane przez myśliwych, zarówno konnych, jak i pieszych. Myśliwym towarzyszą psy. W polowaniu uczestniczy też nagi mężczyzna, posługujący się toporem. Tożsamość tego mężczyzny jest interpretowana na różne sposoby: 
- Przodek pochowanego, pomagający w polowaniu[7]
- Postać mitologiczna (Herakles?)[7]
- tracki bóg, Zalmoksis[8].

Nad sceną łowiecką znajduje się dekoracyjny pas z motywem serca.

## Kontekst: Trakowie w IV w. p.n.e.
Na ziemiach trackich od V w. p.n.e. istniało królestwo założone przez plemię Odrysów. W IV wieku p.n.e. Tracja była areną złożonych przemian politycznych, na które wpływ miały zarówno wewnętrzne ambicje lokalnych władców, jak i zewnętrzne naciski ze strony sąsiednich potęg. Król Kotys I, władający od 384 lub 383 p.n.e., siłą umocnił władzę centralną. Jednakże, po jego śmierci w 359 roku p.n.e., królestwo zostało podzielone między trzech synów, co osłabiło jedność regionu. Wykorzystując tę sytuację, Filip II Macedoński do 340 roku p.n.e. podbił znaczną część Tracji, rozszerzając swoje wpływy na wschód.

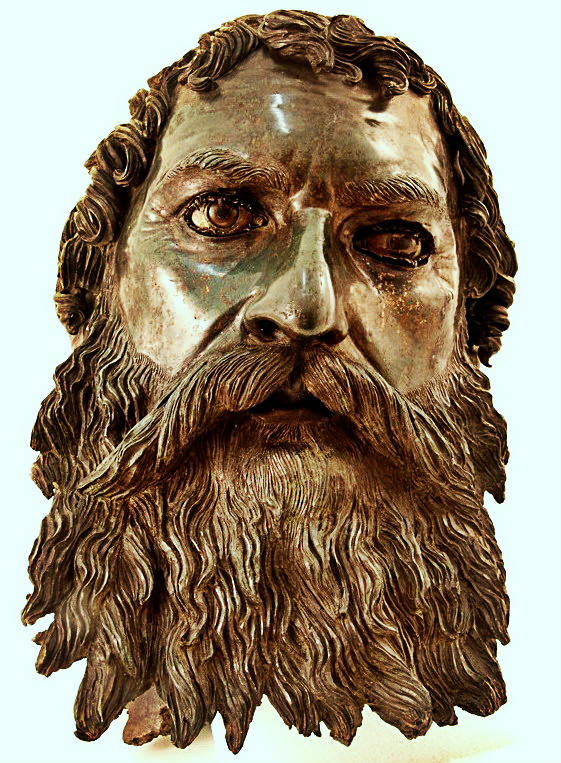
Seutes III

W obliczu macedońskiej dominacji, lokalni władcy podejmowali próby odzyskania niezależności. Seutes III, jeden z najważniejszych trackich królów, starał się odbudować siłę królestwa Odrysów i około 320 roku p.n.e. założył miasto Seuthopolis, które stało się centrum politycznym i kulturalnym jego królestwa. Mimo starań lokalnych władców, Tracja pozostawała pod silnym wpływem Macedonii, zwłaszcza po śmierci Aleksandra Wielkiego w 323 roku p.n.e., kiedy to jego generałowie, znani jako diadochowie, rywalizowali o kontrolę nad regionem. Seutes III, choć początkowo sprzeciwiał się siłą macedońskiej dominacji (323 p.n.e., 314 p.n.e.), ostatecznie w 306 p.n.e. uznał zwierzchnictwo Lizymacha, jednego z diadochów, co pozwoliło mu zachować pewną autonomię w ramach szerszego kontekstu politycznego. Nie jest znana ani dokładna data śmierci Seutesa III, ani dokładna data rozpadu jego wątłego królestwa. W 279 p.n.e. ziemie trackie najeżdża grupa 20 000 Celtów, która w początkowej fazie najazdu stosuje taktykę gwałtownych i niespodziewanych napadów. 
Gospodarka królestwa Odrysów opierała się na rolnictwie. Państwo to nie rozporządzało własną flotą i na morzu polegało na pomocy okrętów kolonii greckich. Rozwój rzemiosła był nierównomierny i prowadzony na mniejszą skalę niż helleński. Ziemie Odrysów były znacznie bogatsze od tych zamieszkiwanych przez Greków, a ustrój rodowo-plemienny wspierał gospodarczą siłę lokalnych arystokratów, co miało często szkodliwy wpływ na jedność królestwa. 
W tym burzliwym okresie sztuka tracka odzwierciedlała zarówno tradycyjne motywy lokalne, jak i wpływy helleńskie, związane tak z ustanowieniem panowania macedońskiego, jak i z bliskością greckich kolonii na wybrzeżu Morza Czarnego. W sztuce trackiej widoczne są też wpływy perskie, które trafiły do Tracji zarówno bezpośrednio, jak i za pośrednictwem helleńskich kolonii. W odpowiedzi na lokalne gusta i zapotrzebowanie arystokracji, toreutyka i jubilerstwo czerpią zarówno z tradycji helleńskiej jak i perskiej, tworząc swego rodzaju eklektyzm.
Herodot następująco opisuje tracki obrządek pogrzebowy arystokracji: "Pogrzeby bogaczów tak się odbywają: przez trzy dni wystawia się zwłoki, zarzyna wszelakie bydlęta ofiarne i ucztuje, opłakawszy wprzód zmarłego; potem zwłoki pali się lub grzebie. Po usypaniu mogiły urządzają wszelkiego rodzaju igrzyska, w których największe nagrody wyznacza się za pojedynek, stosownie do jego znaczenia".

## Muzeum

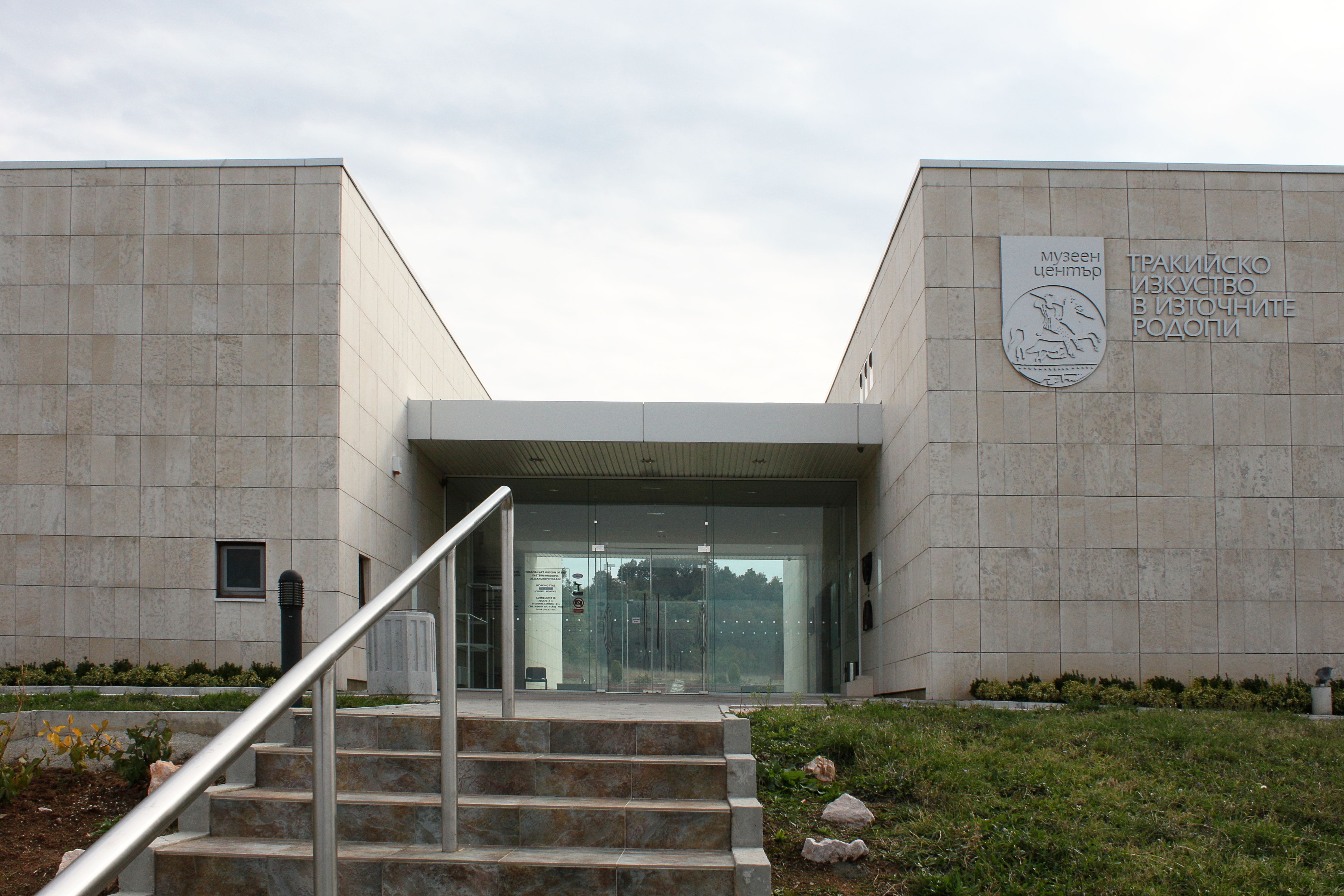
Budynek muzeum

Dzięki programowi rządu japońskiego o bezzwrotnej pomocy w dziedzinie kultury w 2009 roku rozpoczęto obok wsi Aleksandrowo budowę Centrum muzealnego „Sztuka tracka we Wschodnich Rodopach”. Zostało ono otwarte 15 maja 2009 roku przez księcia Akisino i prezydenta Republiki Bułgarii Georgi Pyrwanowa. Muzeum ma powierzchnię 834 metrów kwadratowych i zostało zbudowane obok wzniesienia z oryginalnym grobowcem. Składa się z dwóch części: w jednej umieszczono ekspozycję muzealną i kopię grobowca, w drugiej znajduje się centrum badawcze z laboratoriami do restauracji i konserwacji. W sali konferencyjnej są organizowane spotkania związane z badaniami nad kulturą tracką.
Grobowiec tracki w Aleksandrowie znajduje się na liście 100 obiektów turystycznych Bułgarii (nr 72).